# Єнджеєво (гміна Любаш)
Єнджеєво (пол. Jędrzejewo) — село в Польщі, у гміні Любаш Чарнковсько-Тшцянецького повіту Великопольського воєводства.
Населення — 314 осіб (2011).
У 1975-1998 роках село належало до Пільського воєводства.

## Демографія
Демографічна структура станом на 31 березня 2011 року:
|          | Загалом | Допрацездатний вік | Працездатний вік | Постпрацездатний вік |
| -------- | ------- | ------------------ | ---------------- | -------------------- |
| Чоловіки | 157     | 36                 | 109              | 12                   |
| Жінки    | 157     | 36                 | 98               | 23                   |
| Разом    | 314     | 72                 | 207              | 35                   |